# Артеменко, Андрей Викторович
Андре́й Ви́кторович Арте́менко (укр. Андрій Вікторович Артеменко; род. 14 января 1969, Киев) — украинский политик, народный депутат Украины VIII созыва, руководитель политической партии «Солидарность правых сил».

## Ранние годы
Родился в Киеве 14 января 1969 года. Обучался в киевской школе № 43, позже перешёл в среднюю школе № 178. Позже, вместе с другими выпускниками этой школы, оказывал ей материальную поддержку, содействовал в выделении государственного финансирования на достройку второго корпуса школы.
В 1986 году Андрей Артеменко поступил в Киевский политехнический институт на электроэнергетический факультет по специальности инженер-энергетик. С 1987 по 1989 года был призван в ряды Советской Армии. Служил в различных воинских частях Советского Союза, а в мае 1989 года был демобилизован и переведен в запас Вооруженных Сил СССР. Вернувшись в Киев, он продолжил учебу в Киевском политехническом институте на факультете информатики и вычислительной техники, который закончил в 1993 году, получив высшее образование и степень магистра по специальности инженер-системотехник.

## Предпринимательская деятельность
Андрей Артеменко начал заниматься бизнесом в 90-х годах, в частности, осуществлял экспортно-импортные операции с сырьём для легкой промышленности.
В 1994 году он впервые посетил США и во время этой поездки прошел обучение на курсах «Международное спортивное право», что побудило его в 1996 году основать на Украине юридическую фирму «Первый правовой клуб». Эта организация оказывала юридическую помощь спортсменам из бывших стран СССР, а также содействовало их трудоустройству.
Андрей Артеменко занимал должность главы комитета по статусу профессиональных футболистов Федерации футбола Украины.
В тот же период, он начал заниматься продажей прав на трансляцию на территории Украины ведущих мировых спортивных мероприятий, таких как Лига чемпионов УЕФА, чемпионаты Мира и Европы по футболу, чемпионаты мира по боксу.
В 1996 году Артеменко принял участие в основании профсоюза профессиональных футболистов Украины, который впоследствии стал частью FIFPro, которая с 1998 года входит в состав FIFA.
В 1999 году Андрей Артеменко был назначен президентом футбольного клуба ЦСКА (Киев) и занимал эту должность до 2000 года.
С 2005 года Андрей Артеменко основал ряд компаний, специализирующихся на грузовых авиаперевозках и военной логистике. С 2008 по 2012 год основой его деятельности была предоставление логистических услуг в странах Северной Африки и Ближнего Востока, в частности Тунисе, Ливии, Египте, Афганистане.
В 2012 году он принимал участие в реализации крупного инновационного проекта в Катаре, который связан с индуцированным воздействием на окружающую среду с целью повышения влажности и количества осадков. «Это была военная технология, разработанная военными инженерами. Я лично участвовал в установке этой технологии в Катаре», — заявил он.
В ноябре 2012 года при его непосредственном участии было открыто посольство Украины в Катаре и посольство государства Катар на Украине.
На 2020 год Артеменко является совладельцем и исполнительным директором логистической компании  Airtrans LLC, входящей в  состав Frontier Resource Group.

## Политическая деятельность
В 2000 году Андрей Артеменко был принят на должность советника мэра Киева, с которой ушёл в 2004 году.
В 2006 году он был избран депутатом Киевского городского совета, возглавил в нём фракцию БЮТ, был членом экологического комитета Киевсовета.
Избран по спискам Радикальной партии Олега Ляшко на внеочередных выборах Верховной Рады Украины в октябре 2014 года.
Андрей Артеменко возглавлял межпарламентскую группу дружбы с Катаром, а также являлся сопредседателем межпарламентской группы дружбы со Словенией.
Андрей Артеменко является автором следующих законопроектов: № 1601 «Об изменениях в административно-территориальном устройстве Луганской области, изменении и установлении границ Попаснянского и Славяносербского районов Луганской области»; № 1310 «О внесении изменений в статью 41 Закона Украины „Об акционерных обществах“ (относительно кворума общего собрания акционерных обществ с мажоритарными корпоративными правами государства)»; № 1736 «Об Обращении в Европейский парламент, Парламентскую ассамблею Совета Европы, национальные парламенты стран-членов ЕС, США, Канады, Японии и Австралии о массовом расстреле людей под Волновахой на Украине»; № 2066 «О проведении парламентских слушаний на тему: „Перспективы введения Европейским Союзом безвизового режима для граждан Украины“» (15 апреля 2015 года).
В сентябре 2016 года он заявил, что Украина не может «взять свою территорию и переехать в район Канады», поэтому ей следует ориентироваться «на своих соседей, на свою семью», Артеменко также призвал к восстановлению связей со странами постсоветского пространства, в том числе с Россией.

## Лишение гражданства Украины
В 2016 году Андрей Артеменко, был единственным украинским политиком, который открыто поддерживал кандидата в президенты Дональда Трампа и требовал, чтобы украинская политика была скорректирована с учетом его программы; в то время, как официальные лица Украины публично поддерживали кандидата от Демократической партии Хиллари Клинтон.
21 апреля 2017 года Генеральная прокуратура Украины инициировала процедуру лишения гражданства Андрея Артеменко, ранее якобы передавшего бывшему советнику президента Дональда Трампа Майклу Флинну план нормализации отношений между Украиной и Россией. 30 апреля 2017 года указом президента Украины Артеменко был лишен украинского гражданства, так как ещё в 2005 году получил гражданство Канады.
После этого он покинул территорию Украины вместе с семьей.
Газета The New York Times опубликовала статью, где назвала Артеменко тайным каналом связи между Путиным и Трампом. Как следствие, Артеменко стал участником расследования Мюллера в США. В июне 2018 года Андрей Артеменко дал показания под присягой перед большим жюри Верховного суда в Вашингтоне.
Андрей Артеменко обжаловал указ президента Украины Петра Порошенко о лишении гражданства в украинских судах, но решение осталось в силе, что позволило ему в 2017 году обратиться в Европейский суд по правам человека, где оно по состоянию на середину 2020 года продолжает рассматриваться.
Во время президентских выборов 2019 г. Андрей Артеменко поддержал кандидатуру Владимира Зеленского.
После официального заявления Зеленского о поддержке легализации двойного гражданства на Украине и возвращении украинского гражданства Михаилу Саакашвили Андрей Артеменко обратился к президенту с просьбой отменить указ о прекращении его гражданства Украины.
11 августа 2020 года Государственным бюро расследований Украины начато досудебное расследование уголовного преступления, предусмотренного ч. 2 ст. 367 Уголовного кодекса Украины, по признакам ненадлежащего исполнения должностных обязанностей должностными лицами Государственной миграционной службы Украины, членами Комиссии по вопросам гражданства при Президенте Украины и другими должностными лицами при подготовке и согласовании документов о лишении гражданства Украины Андрея Артеменко.

## Семья
Родители Виктор Артеменко и Ольга Артеменко - преподаватели. Андрей Артеменко женат на Оксане Остаповне Кучме. У него четверо детей и один внук. Двое его детей — сын Эдвард-Даниэль и дочь Амбер Катерина — являются, согласно декларации за 2015 год, гражданами США, сын Виталий Артеменко — гражданин Канады, дочь Кристина Артеменко — гражданка Украины. В 2017 году Артеменко официально  изменил свое имя на Энди Кучма. Постоянно проживает в Вашингтоне с женой и детьми.